# Dorothea Hagena
Dorothea Hagena (* 8. Januar 1944 in Loxstedt, Landkreis Wesermünde, Provinz Hannover) ist eine deutsche Schauspielerin und Hörspielsprecherin.

## Leben
Dorothea Hagena wuchs in Lehrte bei Hannover auf, wo sie auch ihr Abitur ablegte. Anschließend studierte sie Anglistik und Sozialgeschichte mit dem Abschluss „Magistra Artium“ an den Universitäten Göttingen und Bonn.
Ihre Laufbahn als Schauspielerin begann sie als Statistin und Kleindarstellerin am Stadttheater Bonn. Ihr Schauspielstudium absolvierte sie von 1972 bis 1975 an der  Staatlichen Hochschule für Musik und Darstellende Kunst in Frankfurt am Main, wo sie u. a. Unterricht bei Günther Rühle, Peter Palitzsch, Ernst Jacobi und Peter Franke erhielt.
Anschließend hatte sie Theaterengagements am Stadttheater Frankfurt (1975), am
Stadttheater Regensburg (1976, als Dramaturgin, Schauspielerin und Regieassistentin), bei den Bad Hersfelder Festspielen, am Rheinischen Landestheater Neuss, am Westfälischen Landestheater in Castrop-Rauxel, bei den Ruhrfestspielen Recklinghausen und in Stuttgart. Außerdem arbeitete sie beim Hessischen Rundfunk in Frankfurt am Main als Regieassistentin für „Hörspiel und Kulturelles Wort“.
Regelmäßig übernahm Hagena neben ihrer Bühnentätigkeit immer wieder kleinere Film- und Sprecherrollen. Sie wirkte in einigen Kinofilmen mit (u. a. unter der Regie von Volker Einrauch und Tarek Ehlail) und hatte Rollen in verschiedenen, meist vom NDR oder in Hamburg und Umgebung produzierten Fernsehserien. Für ihre Rolle der bettlägerigen Mutter des Protagonisten in dem von Timo Jacobs produzierten und inszenierten Kinofilm Mann im Spagat erhielt sie 2017 beim Queens World Film Festival in New York eine Auszeichnung als „Beste Hauptdarstellerin“ (Honorable Mention Female Actor). In der 16. Staffel der ZDF-Serie SOKO Wismar (2020) übernahm sie eine der Episodenhauptrollen als tatverdächtige, ehemalige DDR-Leichtathletin Marianne Stegemann.
Sie trat außerdem als Rezitatorin hervor und gab Leseabende mit eigenen literarischen Programmen. Als Hörspielsprecherin ist sie u. a. in den Hörspielserien Die drei ??? und in Fünf Freunde nach Enid Blyton zu hören.
Seit 1988 ist als Trainerin für Theaterspiel, Kunst des Erzählens, Hörspiel und Rhetorik tätig. Von 1988 bis 1991 war sie Leiterin einer eigenen Galerie sowie Theater- und Video-Werkstatt, wo sie Sketche und kleine Theaterstücke inszenierte, Theaterkurse gab und Rollenstudium unterrichtete.
Dorothea Hagena ist Mitglied im Bundesverband Schauspiel (BFFS) und lebt in Hamburg-Eimsbüttel.

## Filmografie (Auswahl)
- 2003: Der Seerosenteich (Fernsehfilm)
- 2005: Großstadtrevier: Nur geträumt (Fernsehserie, eine Folge)
- 2007: Die Rettungsflieger: Für immer und ewig (Fernsehserie, eine Folge)
- 2007: Der andere Junge (Kinofilm)
- 2009: Chaostage (Kinofilm)
- 2011: Gegengerade (Kinofilm)
- 2012: Die Pfefferkörner: Strahlender Tee (Fernsehserie, eine Folge)
- 2013: Großstadtrevier: Von einer Sekunde auf die andere (Fernsehserie, eine Folge)
- 2015: Neues aus Büttenwarder: Rosenkrieg (Fernsehserie, eine Folge)
- 2016: Mann im Spagat (Kinofilm)
- 2018: Endlich Gardasee! (Fernsehfilm)
- 2020: SOKO Wismar: Tödliche Höhe (Fernsehserie, eine Folge)
- 2020: Das Gesetz sind wir (Fernsehfilm)